# Shadowlands (Klaus Schulze)
Shadowlands is een studioalbum van Klaus Schulze. Schulze laatste nieuwe werk stamt uit 2010, zijn album Big in Japan Live in Tokyo. Vervolgens werd het een tijdlang stil en werkte Schulze aan herstel van zijn oude werk, dat nog geremasterd moest worden. De muziek is direct te herkennen als die van Klaus Schulze. Sinds begin jaren 70 van de 20e eeuw houdt hij dezelfde stijl aan, lange tracks met veelvoudig gebruik van de sequencer. Uiterlijk zit er dus niet zo veel verschil in de muziek, voor de uitvoering van de werken is het een stuk eenvoudiger geworden. Vroeger moest hij aan allerlei knoppen draaien, om er dan nog onzeker van te zijn wat voor geluid werd geproduceerd. Met de komst van de digitale synthesizers in het voor hem een stuk eenvoudiger geworden. 

## Musici
- Klaus Schulze – synthesizers, elektronica

Met medewerking van:
- Lisa Gerrard, Chrysta Bell, Julia Messenger – zang
- Thomas Kagermann – dwarsfluit, viool en stem

## Muziek
| Nr. | Titel              | Duur  |
| --- | ------------------ | ----- |
| 1.  | Shadowlights       | 41:19 |
| 2.  | In between         | 17:07 |
| 3.  | Licht und Schatten | 17:27 |

| Nr. | Titel             | Duur  |
| --- | ----------------- | ----- |
| 1.  | The Rhodes violin | 55:24 |
| 2.  | Tibetan loops     | 17:50 |